# Welf II (duc de Bavière)
Ne doit pas être confondu avec Welf II ou Welf II d'Altdorf.
Welf V, dit le Gros, né vers 1072 au château de Peiting et mort le 24 septembre 1120 au château de Kaufering, est un prince de la maison Welf, fils du duc Welf de Bavière et de Judith de Flandre. Il fut marquis de Toscane par son mariage avec la comtesse Mathilde de 1089 à 1095, et duc de Bavière (en tant que Welf II) de 1101 jusqu'à sa mort.

## Biographie
Il est le fils aîné de Welf IV (mort en 1101), duc de Bavière (en tant que Welf Ier) depuis 1070, et de sa seconde épouse Judith (morte en 1094), fille du comte Baudouin IV de Flandre et veuve de Tostig Godwinson, comte de Northumbrie. En ces heures de la querelle des Investitures, son père s'était rangé du côté du pape Grégoire VII ; ayant soutenu l'élection de l'antiroi Rodolphe de Rheinfelden, il a dû s'enfuir en Hongrie en mai 1077.

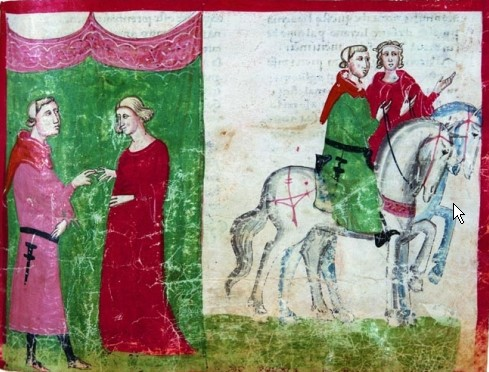
Miniature de la Nuova Cronica de Giovanni Villani (XIVe siècle) : Mariage de Welf et Mathilde (à gauche) ; Mathilde montre à son mari ses possessions (à droite).

En 1089, alors qu'il n'est âgé que de 17 ans, il épouse la margravine Mathilde de Toscane, maîtresse de Canossa, de 26 ans son aînée et veuve de Godefroid le Bossu, dont elle n'a eu qu'une fille, Béatrice, morte en bas âge. Il s'agit d'une union politique : destinée à renforcer les relations entre sa famille et le pape Urbain II, elle permet en outre à Welf de contrôler la Toscane jusqu'à sa séparation d'avec son épouse en 1095. Pendant la première campagne d'Italie de l'empereur Henri IV, Welf et Mathilde se battent contre lui mais ils finissent par se séparer peu après avril 1095, peut-être parce que Welf aurait découvert que Mathilde avait fait testament en faveur de la papauté, ce qui lui ôtait tout espoir d'hériter un jour de ses fiefs.
Il décide alors de suivre son père et de rejoindre le camp d'Henri IV, peut-être en échange de l'appui de l'empereur pour succéder à son père à la tête de la Bavière, ce qui se produit effectivement à la mort de ce dernier sur le chemin du retour des croisades de secours en 1101. Il restera marié à Mathilde jusqu'à la mort de cette dernière en 1115 et ne se remariera pas. 
Il meurt sans enfants en 1120 et est enterré à l'abbaye de Weingarten. Son frère cadet Henri le Noir lui succède.